# Малайзийско-шведские отношения
Малайзийско-шведские отношения представляют собой международные связи между двумя странами. У Швеции есть посольство в Куала-Лумпуре, а у Малайзии — в Стокгольме. В 2009 году в Малайзии работало 90 шведских компаний, а также около 450 граждан Швеции проживали в этой стране. В 2011 году Малайзию посетило 44 138 граждан Швеции.

## Двусторонние соглашения
Малайзия и Швеция подписали двустороннее соглашение о взаимной защите инвестиций в Куала-Лумпуре 3 марта 1979 года.
Правительства Малайзии и Швеции заключили соглашение о воздушном сообщении между своими территориями и за их пределами. Документ был подписан в Куала-Лумпуре 19 октября 1967 года.
Также было заключено двустороннее соглашение, направленное на избежание двойного налогообложения и борьбу с уклонением от уплаты налогов на прибыль.

## Похищение людей
В 1975 году Красная армия Японии похитила временного поверенного в делах Швеции Фредрика Бергенстреле и его секретаря Уллу Эдквист в Куала-Лумпуре. Осман С. Кассим, один из государственных служащих Малайзии, был удостоен шведского ордена Полярной звезды за свои смелые действия в ходе спасательной операции.

## Экономические отношения
Малайзия занимает особое место среди торговых партнёров Швеции в Юго-Восточной Азии. В 2006 году общий объём экспорта Швеции в Малайзию составил примерно 1,6 миллиарда малайзийских ринггитов, а импорт из этой страны достиг примерно 0,7 миллиона. Среди товаров, которые Швеция экспортирует в Малайзию, можно выделить телекоммуникационное оборудование, автомобили, химическую продукцию, оборудование для производства электроэнергии, станки, бумагу, а также железную руду и сталь. В свою очередь, Швеция импортирует электронику и электрооборудование, машины и приборы, текстиль, пальмовое масло и каучук.
У компании Volvo существует дочернее предприятие в Малайзии, занимающееся производством грузовиков.

## Военные отношения
В 2000 году военно-морские силы Швеции согласились предоставить министру обороны Наджибу Тун Разаку четыре катера для «обеспечения безопасности» в водах вокруг малайзийского штата Сабах.

## Государственные визиты
В 2005 году Янг ди-Пертуан Агонг, король Малайзии, и его супруга, раджа Пермайсури Агонг Тенгку Фаузия из Перлиса, совершили визит в Швецию.